# Natascha Börger
 (juillet 2016).
Natascha Börger, née le 2 janvier 1981 à Caracas au Venezuela, est une mannequin germano-vénézuélienne.
Elle enchaînera plusieurs concours de beauté durant quatre ans, de 2000 à 2004.

## Biographie
En mai 2002, elle représente l'Allemagne à l'élection de Miss Univers 2002, et se classe à la 6e place, meilleurs classement allemand depuis 1989,.
En octobre 2003, elle fait ses études à l'université de Hambourg, et modèle par alternance.
En 2005, Natascha se marie avec le footballeur américain Gabriel Crecion.

## Titres
| Année          | Concours de beauté     | Lieu            | Classement   |
| -------------- | ---------------------- | --------------- | ------------ |
| 2000           | Miss Venezuela Mundo   | Caracas         | —            |
| Septembre 2000 | Miss Venezuela         | Caracas         | 12e place    |
| Janvier 2002   | Miss Allemagne         | Kaiserslautern  | Gagnante     |
| Mai 2002       | Miss Univers           | San Juan        | 6e place     |
| Juin 2002      | Miss Intercontinental  | Fürth           | 2e dauphine  |
| Août 2002      | Top Model of the World | Aix-la-Chapelle | Gagnante     |
| Octobre 2002   | Miss Baltic Sea        | Helsinki        | Gagnante     |
| Décembre 2002  | Miss Europe            | Beyrouth        | 1re dauphine |
| Octobre 2004   | Miss International     | Pékin           | Top 15       |